# Communauté rurale de Missirah Wadène
La communauté rurale de Missirah Wadène est une communauté rurale du Sénégal située à l'ouest du pays. 
Créée en 2008, elle fait partie de l'arrondissement de Missirah Wadene, du département de Koungheul et de la région de Kaffrine.